# Koudebrug

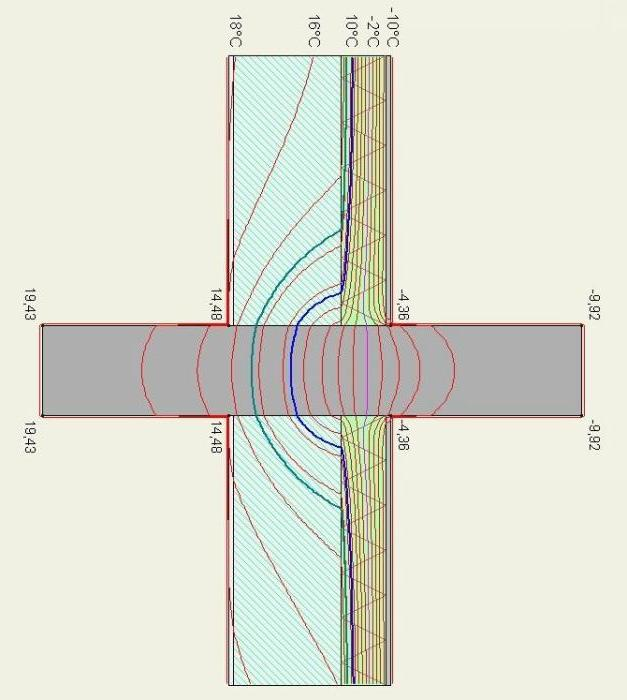
Koudebrug met isothermen in een betonplaat in een geïsoleerde doorgaande buitenwand bij een temperatuurverloop van -10° tot 18° C.

Een koudebrug, ook wel een warmtebrug of thermische brug genoemd, is een deel van de buitenschil (gevel, dak of vloer) van een gebouw, waar de isolatielaag doorbroken is of waar om een andere reden de thermische weerstand lager is dan de warmteweerstand van de rest van de constructie, wat leidt tot bovenmatig warmteverlies.
De voornaamste vorm van warmte-uitwisseling in koudebruggen is geleiding. Een koudebrug verlaagt de isolatiewaarde van gebouwen en is over het algemeen ongewenst, want het vergroot de kans op condensatie en schimmelgroei.

## Plaats van optreden
De isolatieschil van een woning scheidt het binnenklimaat van het buitenklimaat. Koudebruggen ontstaan bij overgangen van goed isolerende constructiedelen met slecht isolerende delen, die  de isolatieschil plaatselijk doorbreken en zo een gat creëren in de isolatieschil. Dit komt typisch voor bij overgangen van een geïsoleerde muur met een vloerconstructie, waarbij de muurisolatie niet overgaat in de vloer en aldus de "koudebrug" ontstaat. Ook bij de overgang van de muur naar ramen, deuren en dergelijke kunnen koudebruggen ontstaan. Bij een koudebrug is er een (ongewenst) versneld warmteverlies, in tegenstelling tot een goed geïsoleerde muur.

## Gevolgen van koudebruggen in constructies
Koudebruggen veroorzaken plaatselijk een groot warmteverlies, waardoor er meer warmte benodigd is om een ruimte te verwarmen, dan wanneer er een doorlopende isolatieschil aanwezig is. Tevens kan het in de binnenlucht aanwezige waterdamp condenseren ter plekke van de koudebrug en kunnen er mogelijk vochtproblemen optreden. 
Het warmteverlies kan berekend worden met de warmtegeleidingscoëfficiënt.

## Bestrijden van koudebruggen in constructies
Tijdens de ontwerpfase van een constructie kan een koudebrug vroegtijdig opgemerkt worden door de warmtedistributie in een constructie te analyseren en/of te simuleren. Er kan dan in vroeg stadium een ontwerpaanpassing worden gedaan.
Speciale aandacht moet worden geschonken aan het voorkomen van koudebruggen in de volgende constructies (veel voorkomende koudebruggen): stalen draagdelen, dak-muur, vloer-muur, muur-balkonfundering,  muur-kozijn, muur-muur of muur-zonwering.
Bij reeds gerealiseerde constructies kunnen koudebruggen door middel van thermografie waargenomen worden, omdat de oppervlaktetemperaturen van koudebruggen sterk afwijken ten opzichte van de omgeving.
Koudebruggen in bestaande situaties kunnen worden bestreden door twee manieren van werken:
1. inpakken van de koudebrug (zowel naar buiten als naar binnen)
2. doorsnijden van de koudebrug

In het eerste geval wordt een isolatielaag om de koudebrug heen geplaatst. Vaak gebeurt dit aan de buitenzijde van de constructie of het gebouw, maar binnen in het gebouw kan dat ook. Door te werken op een zichtbaar oppervlak is dit een goed uit te voeren klus.
In het tweede geval wordt de isolatielaag die in de constructie al aanwezig is door getrokken door de koudebrug fysiek door te snijden en daar een isolatiemateriaal aan te brengen. Omdat de koudebrug zich vaak diep in de constructie bevindt is dit geen eenvoudig werk.